# واژ
در صرف، واژ (به انگلیسی: morph، به فرانسوی: morphe) کوچک‌ترین واحد معنی‌دار (مانند: «سیب»، «رو») یا نقش‌دار (مانند: «از»، «ـ تر») زبان است.
فرق واژ با تک‌واژ (morpheme) در این است که تک‌واژ مفهوم انتزاعی دارد، که تظاهر عینیِ آن را واژ می‌گویند و گونه‌های آواییِ یک تک‌واژ را واژگونه‌های آن تک‌واژ گویند.